# Verwaltungsgemeinschaft Ilmmünster
Die Verwaltungsgemeinschaft Ilmmünster liegt im oberbayerischen Landkreis Pfaffenhofen an der Ilm und wird von folgenden Gemeinden gebildet:
1. Hettenshausen, 2146 Einwohner, 18,60 km²
2. Ilmmünster, 2167 Einwohner, 13,89 km²

Sitz der Verwaltungsgemeinschaft ist Ilmmünster.
Seit 1. Mai 1978 gehörten beide Gemeinden zu der am 31. Dezember 1979 aufgelösten Verwaltungsgemeinschaft Reichertshausen. Die Verwaltungsgemeinschaft Ilmmünster wurde zum 1. Januar 1980 gebildet.